# Hartvig Asche Schack (død 1692)
 Der er flere personer med dette navn, se Hartvig Asche Schack (død 1734).
Hartvig Asche Schack (ca. 1644 – 6. september 1692 i Gent) var en dansk officer, far til Hartvig Asche Schack.
Han var søn af kommandant i Lübeck, oberst Hartvig Sivertsen Schack til Basthorst og Dorothea Hedvig Sehested. Han stod 1668 som fændrik, 1670 som løjtnant, 1671 som kaptajn i sin nære slægtning feltherrens regiment, ved hvilket han 1676 blev major, 1677 oberstløjtnant, og for hvilket han, efter at han i omtrent 1 1/4 år havde fungeret som kommandant på Kronborg, i efteråret 1678 blev oberst; regimentet havde da fået navn efter kongens broder prins Georg (Jørgen). Schack tog med ære del i Den Skånske Krig og blev såret ved stormen på Malmø 1677. Efter freden gik han med sit regiment til Holsten og Oldenborg, og i årene 1681-82 kommanderede han den styrke, der byggede fæstningen Christiansburg ved Jadebugten. Schack blev 1684 brigader, 1689 generalmajor, idet han samtidig fratrådte kommandoen over Prins Georgs Regiment. Derimod blev han, da han 1692 blev ansat ved auxiliærkorpset i Flandern, chef for den dertil hørende bataljon af Sjællandske Regiment. I juni ankom Schack til korpset, 3. august stod slaget ved Steenkerke, hvor Schack blev såret, og 6. september døde han i Gent af en "hidsig Feber". 
Schack var gift med Anna Margrethe baronesse Kielman von Kielmansegg (født 20. februar 1667), datter af gehejmeråd, baron Hans Heinrich Kielman von Kielmansegg; hun ægtede 2. gang oberst Christian Ludvig von Boyneburg (død 1698) og 3. gang oberst Hans Hartman von Erffa (død 1701). 